# História indígena

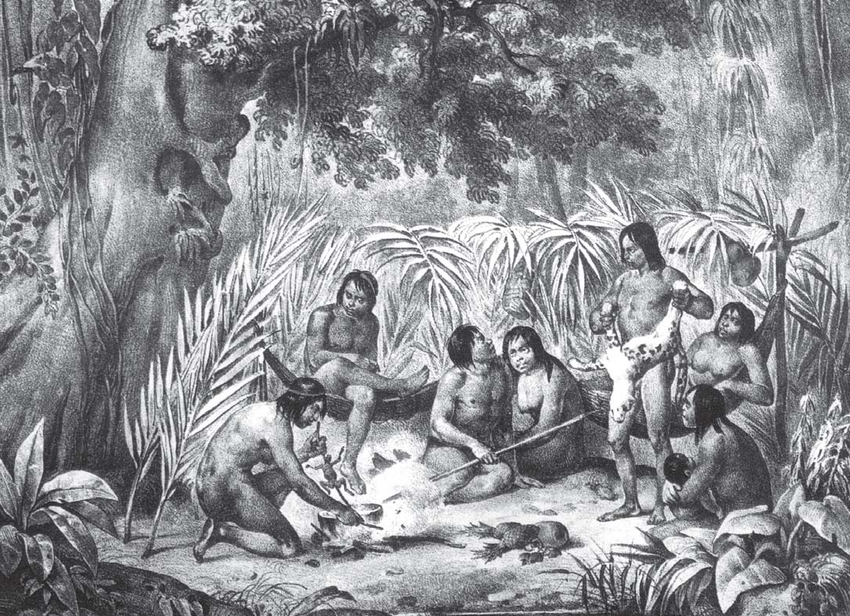
Johann Moritz Rugendas. "Indiens dans leur cabane" [Índios dentro de sua cabana], 1835.

A história indígena é um campo de pesquisa transdiciplinar das humanidades que estuda o protagonismo indígena na história. As pesquisas na temática combinam metodologias de várias disciplinas, especialmente História, Antropologia, Etnologia, Linguística e Arqueologia.
O campo de pesquisa se fortaleceu no Brasil na década de 1990, sendo um marco a publicação do livro História dos índios no Brasil. Lançado em 1992. O volume foi organizado pela antropóloga Manuela Carneiro da Cunha como resultado dos trabalhos realizados no Núcleo de História Indígena e Indigenismo (NHII) na Universidade de São Paulo. Além de Carneiro da Cunha, outros pesquisadores exerceram um papel essencial para o desenvolvimento do tema nas universidades brasileiras, como o historiador John Monteiro e o antropólogo João Pacheco de Oliveira. Com o tempo, esse campo de pesquisa e ensino se consolidou, por vezes sendo referido também como Etno-história.

## Principais temas trabalhados pela área atualmente

### Conceitos Gerais
A história indígena se fortaleceu no Brasil a partir dos anos 90, principalmente após a promulgação da constituição de 1988, que teve uma grande participação de ativistas indígenas. Este movimento gerou uma maior atenção para os estudos sobre o papel dos povos indígenas na história. No entanto, este campo de conhecimento foi por muito tempo questionado na academia. Discussões sobre quem seriam os povos originários e/ou se eles seriam "puros" o suficiente para serem considerados como indígenas - ou apenas "mestiços aculturados", eram bastante frequentes. Nesse sentido, alguns conceitos bases foram sendo construídos na historiografia e na antropologia para que se compreendesse o assunto, sendo um destes a etnogênese. Esse processo necessita da compreensão acerca do ressurgimento de diferentes comunidades. Os indígenas, portanto, não se definiriam por "pureza" étnica, mas como o resultado de complexos processos identitários ocorridos em contextos históricos específicos.
Outro importante conceito para uma melhor compreensão a respeito do que seria a história indígena é o do "Índio Hiper-real", formulado por Alcida Ramos. A autora destaca a imagem que fora criada de um "índio", de como ele deveria ser, de como deveria se vestir, de que comportamentos seriam aceitáveis para "alguém como ele". Frente a isso, as pessoas só o considerariam válido enquanto indígena se estivesse nos moldes concebidos do que é ser indígena. Entendendo que a realidade material é muito mais complexa do que isso, o conceito de Ramos contribui para que se desconstrua este imaginário de um "índio" ideal, pois seria este uma caricatura. Neste sentido, também é interessante falar sobre o conceito de "aculturados", comumente usado. Entretanto, essa conceituação cria uma imagem que relaciona-se a do "índio hiper-real" no imaginário popular, e não serve para que se entenda a história indígena, uma vez que pressupõe a ideia de pureza. 
Contrário ao fetichismo do indígena puro e os esteriótipos de “remanescente”, “descendente” ou “misturado”, os números do Censo do IBGE de 2022, realizado com apoio da FUNAI, contrapostos aos de 2010 explicitam uma onda de retomadas étnicas que pelo prisma da “pureza” seriam inexplicáveis. A população indígena no Brasil saltou de 896.917 a 1.693.535 pessoas, chegando a representar um total de 0,83% da população do Brasil.
Para compreendermos essa dinâmica que tende ao aumento é necessário não só o conceito de etnogênese, aqui já abarcado, mas também o processo de territorialização como parte do ser indígena e a diferenciação étnica-política.
A territorialização implica então a relação cultural e política dos povos com seus territórios, rurais ou urbanos. Exemplo disso é o conceito de Tekoá, sendo territórios onde a miríade de povos Guaranis podem ser e viver do seu modo. Entretanto, a territorialização também pode ser imposta pela gerência colonial do espaço e as relações sociais nele inscritas pelo Estado, sendo realizada com diferentes graus de centralização no Estado, indo desde missões de catequese à criação de reservas indígenas pelo SPI. Somam-se aqui os aldeamentos e até sua posterior extinção em favor do latifúndio englobante.
As aldeias indígenas são ótimos exemplos na medida que, como analisou Maria Regina Celestino de Almeida, foram dispositivos do manejo colonial mas também foram por vezes concessões subvertidas pelos povos ali alocados. Essa metamorfose étnica mesmo na adversidade ressalta não apenas a história e nuance desses povos fora dos estereótipos mas principalmente a agência desses grupos. Isso nos tira do campo da assimilação efetiva, o qual trata muitas vezes a indianidade como estática, para enfim pensar a linha tênue entre etnificação e etnogênese.
Em suma, vindo tanto da ingerência indigenista e da agência indígena, a territorialização é, segundo João Pacheco de Oliveira:
1) A construção de uma nova unidade sociocultural mediante o estabelecimento de uma identidade étnica diferenciadora; 
2) O estabelecimento de mecanismos políticos especializados; 
3) A mudança do controle social sobre os recursos ambientais; 
4) A transformação da cultura e da relação com o passado.
A retomada identitária e a territorialização imbricada, no entanto, não é restrita ao meio rural. Contrária às teses de assimilação ou “mistura”  há uma pluralidade de povos e pessoas indígenas em contexto urbano com suas especificidades históricas-sociais, inclusive com terras indígenas demarcadas - vide Aldeia Maracanã.
Muito embora o movimento indígena tenha atingido conquistas históricas na constituição de 1988 e leis subsequentes, os Direitos Indígenas não garantem que a luta por Terras Indígenas seja pacífica no Brasil contemporâneo. Tanto o latifúndio quanto o empresariado urbano sabotam ou financiam violências contra o assentamento e demarcação de terras indígenas. As memórias e histórias indígenas são minadas pelo Capital e forças articuladas no Estado, vide a tese do Marco Temporal. Este, em prol do latifúndio, invalida reivindicações de T.I. para além das terras ocupadas em 5 de outubro de 1988.  A mobilização contra o Marco Temporal se estende nacionalmente através de organizações como a APIB , movimentos e partidos aliados da causa indígena. Já o profissional da História Indígena, além da participação cidadã, tem seu papel no direito tradicional ao território na medida que participa, junto de antropólogos, dos estudos necessários para a demarcação de Terras Indígenas - assim traçando junto dos povos suas histórias e trajetórias. 

### Principais obras
Algumas obras foram essenciais para o estabelecimento do campo da História dos Indígenas no Brasil. Podemos destacar: Negros da Terra , de John Monteiro, A História dos Índios no Brasil, de Manuela Carneiro da Cunha, Uma Etnologia dos Índios Misturados,  de João Pacheco de Oliveira  , Metamorfoses indígenas: identidade e cultura nas aldeias coloniais do Rio de Janeiro, de Maria Regina Celestino de Almeida, e Terra de índio: imagens em aldeamento do Império, de Marta Rosa Amoroso. Estas obras foram muito importante para o desenvolvimento de uma historiografia especializada  

Capa do livro de John Manuel Monteiro, "Negros da terra", publicado em 1994

- John Monteiro é uma bibliografia obrigatória acerca do tema, já que foi uma das primeiras publicações sobre a temática da História Indígena no Brasil. Ele também faz parte desse campo historiográfico que reforça a existência de uma relação entre os povos originários e a História;  
- O livro de Manuela Carneiro da Cunha, por sua vez, discute sobre a história dos povos indígenas de maneira interdisciplinar e destaca a importância dos grupos originários na história brasileira;  
- a obra de Regina Celestino dá voz à historiografia indígena dentro do campo histórico e faz uma análise sobre a importância dos povos originários na história de construção do Rio de Janeiro;  
- João Pacheco de Oliveira é responsável por ir contra a ideia de que os "misturados" da região Nordeste do país não eram indígenas "válidos". Ele argumenta que os indígenas estavam presentes nessa localidade e, ao fazer essa afirmação, rebate ideias amplamente aceitas pela academia e pela sociedade;   
- A pesquisa de Marta Rosa Amoroso, no que lhe concerne, contribui para o campo da História Indígena na medida em que busca entender as políticas indigenistas de aldeamento e catequização dos Freis Capuchinhos durante o século XIX. 

### Temas de pesquisa
O campo da história indígena se complexificou nas últimas décadas com a inclusão de vários novos temas de pesquisa. Existem, por exemplo, importantes debates sobre o papel econômico dos povos indígenas na construção do que entendemos hoje como Brasil. Ademais, há muitas outras possibilidades de como se estudar a história dos povos originários - como por exemplo: a arte, a situação das diferentes comunidades durante o Estado Novo ou na Ditadura, o que significava ser indígena na sociedade colonial ou imperial, a exclusão dos povos indígenas no ensino de história, dentre outros. Podemos citar ainda a intersecção entre gênero e etnia nos estudos sobre as mulheres indígenas em trabalhos feitos sobre a Damiana da Cunha, a Violante do Céu Soares de Souza, a Clara Camarão e a  Bartira. Neste casos, as pesquisas apontam ainda como as pessoas do gênero feminino foram frequentemente excluídas do discurso histórico. Para além, ainda temos exemplos de pesquisas mais recentes sobre os povos nativos no Império do Brasil, que são: Nem cidadãos, nem brasileiros. Indígenas na formação do Estado nacional brasileiro e conflitos na província de São Paulo (1822-1845), O índio virou pó de café?: a resistência dos índios Coroados de Valença frente à expansão cafeeira no Vale do Paraíba (1788-1836) e Frontiers of Citizenship: A Black and Indigenous History of Postcolonial Brazil

## Como a antropologia trabalha o assunto?
A antropologia em seu início se conceituou como a ciência que estudava as outras populações fora da civilização ocidental, ditas como “sociedades primitivas”. Entretanto, com o passar do tempo, a antropologia se viu na necessidade de modificar o seu objeto de pesquisa, pois na visão dela essas sociedades estavam “acabando”, devido ao fato que elas entravam em contato com a civilização ocidental.
A antropologia então expandiu o seu objeto de pesquisa, mesmo que nunca abandonasse o estudo das populações indígenas, para estudar o outro, buscar compreender a sua pluralidade, exercitando sempre criar um estranhamento no próximo, no que é familiar para as pessoas, em simultâneo que se familiariza com o diferente. 
Esse é um exercício extremamente importante, pois assim a antropologia se afasta do senso comum (além de ideias preconceituosas que estiveram presentes em sua origem), assim sendo capaz de ver que a realidade que rodeia as pessoas é uma possibilidade de se viver e não a única. Por causa disso o próprio termo “sociedades primitivas”  caiu em desuso.
Além disso, a antropologia com o passar do tempo foi capaz de ver que essas sociedades ditas “primitivas", na verdade possuíam grande complexidade. Elas não faziam parte de um “passado da humanidade" ou eram algum “resquício histórico”, mas sim outras formas de se estar no mundo, com suas próprias lógicas de funcionamento.
Sendo que uma ferramenta que ajudou a antropologia sair dessa visão etnocêntrica foi a etnografia, essa metodologia utilizada pela antropologia usa que aproxima o antropólogo de seu objeto de estudo, fazendo com que ele passe por um longo período em loco, o que permite que o pesquisador quebre o senso comum que possui de determinada comunidade, além de possibilitar ao antropólogo perceber a sua própria cultura, que sempre se mostra “invisível” para quem está dentro dela.
Como dito anteriormente, a antropologia abrangeu o seu objeto de pesquisa para além das sociedades indígenas, contudo ela não parou também de pesquisar elas. Pelo contrário, os antropólogos aprenderam a estudar não só os povos indígenas, mas com os povos indígenas, valorizando a sua cultura e suas particularidades. Assim que a etnologia indígena nasceu e se fortaleceu, mesmo nascendo com a ajuda do colonialismo, ela conseguiu se expandir para além disso, tentando fazer com que as vozes dessas pessoas sejam ouvidas e os seus conhecimentos valorizados.
A etnologia indígena, o estudo dos povos indígenas, então vai ser importante para visibilizar esses povos, além de a partir da formação desses mesmos indígenas em antropólogos(um processo lento e custoso, por causa do racismo presente na academia), dando a eles as ferramentas para com que sejam ouvidos pelos brancos, pela sociedade ocidental. 

## História Colonial
Existe uma disputa de narrativas que são focadas na conquista e na colonização do Brasil, delimitando o lugar do indígena a pessoas suscetíveis às manipulações e às violências provocadas pelos europeus. Porém, é importante mencionar que o início da relação dos indígenas com os portugueses, franceses e holandeses era baseada em trocas que satisfazia ambos os lados.

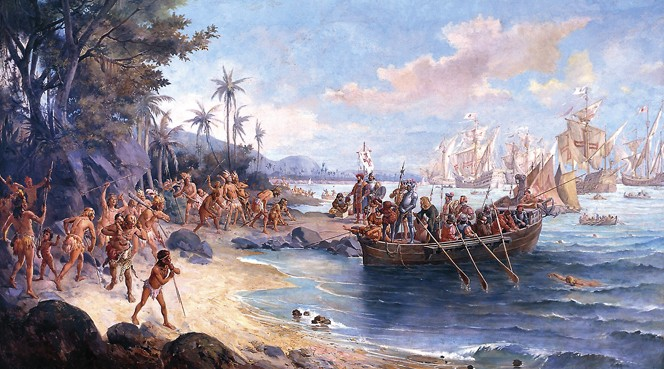
Desembarque de Cabral em Porto Seguro, óleo sobre tela de Oscar Pereira da Silva, 1922

Os indígenas tiveram um papel fundamental na história do Brasil, já que a conquista do território pelos colonizadores só foi possível com a aliança com povos nativos de diferentes etnias. Durante os séculos XVI e XVII, os europeus eram extremamente dependentes dos indígenas para construir novas fortificações, abrir estradas e os territórios das cidades. Os indígenas também eram responsáveis pela segurança das cidades e dos “sertões” (espaços limítrofes que dividiam as cidades e terras dominadas e as regiões ainda não invadidas por colonos), sendo montados exércitos e outras forças militares. Além disso, os europeus necessitavam dos indígenas para conseguir informações fundamentais para sua sobrevivência (como as topografias das regiões, a localização de matérias primas, quais frutos eram comestíveis, etc.) e para a conquista de novos territórios.

### Aldeamentos indígenas
Os aldeamentos missionários começaram a ser formados no século XVI. Alguns deles duraram até meados do século XIX. Eles possuíam objetivos diferentes de acordo com os envolvidos. Para a Coroa portuguesa importava a ocupação territorial, a aplicação do trabalho compulsório/forçado e a cristianização dos povos. Para alguns indígenas os aldeamentos funcionavam como instrumentos para garantir a terra, proteção e direitos no mundo colonial.
A política dos aldeamentos indígenas começou com Tomé de Souza, primeiro governador-geral do Brasil, que chegou ao Brasil em 1549 com o padre Manoel da Nóbrega, idealizador e responsável pelo início do processo de catequese. No entanto, o funcionamento dos aldeamentos só seria plenamente regulado um século depois, pelo Antônio Vieira, através de duas leis. A primeira foi a lei de 1655 que determinava a administração espiritual dos índios aos padres e que a administração temporal ficaria a cargo dos Índios Principais (indígenas escolhidos como representantes de suas aldeias). A segunda foi o Regimento das Missões de 1686 que estabeleceu aos padres a administração política e temporal das aldeias junto ao poder espiritual. Os principais aldeamentos foram jesuíticos, mas outras ordens também administraram, como os franciscanos e os beneditinos. Ocorreram também exceções de administração particular, como o caso da administração da aldeia de Mangaratiba (localizada no hoje estado do Rio de Janeiro), que ficou sob controle da Família Sá.
O Governo-geral e as ordens religiosas reuniram os indígenas em aldeias próximas aos grandes assentamentos portugueses com o objetivo de incorporar os indígenas na ordem colonial, tornando-os súditos cristãos e trabalhadores da Coroa em diversos serviços. Esses aldeamentos missionários concentravam indígenas de diferentes povos em uma mesma aldeia, substituindo cada vez mais as aldeias independentes dos sertões. Junto aos jesuítas, certos colonos também apoiaram os aldeamentos pois o trabalho compulsório dos indígenas garantia a eles mão de obra barata e abundante, enquanto outros se opuseram a eles, pois preferiam que os indígenas ficassem em suas propriedades.
Para os indígenas, a relação com os aldeamentos era peculiar. As epidemias, os apresamentos e as rivalidades entre os próprios índios dizimavam grande parte dos povos. Os indígenas independentes se tornaram um número cada vez menor e os aldeamentos passaram a abrigá-los em troca de terra e proteção.
Nos aldeamentos, muitos indígenas entravam em contato com outros povos e estabeleciam trocas culturais. Esse processo pode ser entendido como etnogênese, onde essas trocas acabam gerando culturas novas a partir de sincretismos religiosos e de costumes.
Os indígenas lutavam por seus direitos nos aldeamentos e, em muitos casos, se rebelaram contra autoridades eclesiásticas e governamentais. Lutavam pelo seu acesso às suas terras, contra a tomada dos colonos ou contra maus tratos considerados exacerbados. Os índios sabiam de sua importância para a Coroa mesmo como subordinados e, por isso, reivindicavam seus interesses a partir de negociações.
Marquês de Pombal, ministro português, teve importante papel nas políticas indigenistas. Suas reformas buscavam reforçar a centralidade do estado português e promover uma miscigenação dos indígenas com os brancos. As reformas implementadas pelo Marquês de Pombal desencadearam um processo de extinção dos aldeamentos (apesar das disputas geradas entre os índios, os moradores e as câmaras municipais).
Uma das medidas tomadas por Pombal foi a expulsão dos jesuítas em 1759. O objetivo era acabar com a influência jesuítica no Império português, que era muito forte entre os índios. Além disso, Pombal aumentou suas alianças com os indígenas, pois até então eles eram uma das principais forças militares para a proteção do território. Também acabaram as restrições dos índios de ocuparem cargos mais altos tornando-os assim cidadãos iguais aos demais, pelo menos em teoria.
Dentre as medidas mais importantes de Pombal, está o decreto do fim da escravidão indígena em 1755 que proibia a escravização por qualquer motivo. A lei vigorou em alguns lugares mais do que em outros. Acompanhada dessas leis, Pombal também elevou, a partir do Diretório dos índios de 1758, muitos aldeamentos a condição de freguesias/vilas, tornando-os mais participantes na política local. Isso fazia com que a participação de brancos no cotidiano das aldeias fosse cada vez mais comum e tornava-as um ambiente mais miscigenado e mais difícil manter certas tradições indígenas.
Mesmo assim, a resistência dos índios se fez presente, pois muitos continuaram exigindo que ainda fossem registrados como indígenas. Muitas autoridades e novos moradores desses aldeamentos elevados a vilas desejavam cada vez mais terras e espaços. Por lei, eles não poderiam invadir o território ocupado por esses indígenas, mas, eles poderiam caso aqueles que o ocupassem não fossem mais índios, mas sim pardos e mestiços.
As políticas indigenistas de Pombal trazem mais uma vez as discussões sobre identidades, já que muitos indígenas não foram mais considerados por causa do seu tom de pele (devido a miscigenação), por falarem português, pelas suas vestimentas coloniais, etc. Mesmo assim, muitos deles ainda mantinham suas culturas, mesmo que modificadas. Essas disputas e a crescente urbanização, principalmente em áreas como o Rio de Janeiro, por conta da chegada da família real em 1808 e o estabelecimento de instituições, e da descoberta do ouro na região das Minas Gerais em 1693, com a vinda de escravizados negros da África, contribuíram ainda mais para a miscigenação.
No século XIX já era visto um esvaziamento das aldeias indígenas, causado pelas mortes por doenças, pelas fugas e/ou pela inserção dos indígenas nas cidades e propriedades dos colonos (principalmente em fazendas e engenhos localizados em terras no entorno dos aldeamentos). Por isso, desse século em diante, os aldeamentos intensificaram seu papel como espaço de disputa e se viram diminuindo cada vez mais em meio a esse processo.

## Indianismo
O indianismo foi um movimento literário presente no cenário mais amplo do romantismo no Brasil, também presente nas artes plásticas. 
Durante o século XIX, a história esteve intimamente ligada ao romantismo. No processo de consolidação dos Estados nacionais os historiadores foram responsáveis por legitimar a existência de seus países, reconstruindo suas origens desde a Idade Média e, em alguns casos, até a Antiguidade. 
Dessa maneira, na tentativa de reconstituir a origem de seus povos, uma das principais tendências entre os escritores românticos europeus foi o resgate da figura do cavaleiro medieval, visando retratar um tipo ideal que representasse as culturas e ideais de seus países. 
Uma vez que não há na história do Brasil correspondente a esses períodos, os escritores brasileiros identificaram a figura do índio como um herói nacional ligado historicamente ao território, presente antes da chegada dos europeus. 
Nessa releitura, o indianismo retoma o mito rousseauniano do “bom selvagem”, no qual o homem é bom em seu estado natural, mas é corrompido pela vida em sociedade. Uma série de características foram atribuídas a figura do índio, que, apesar de ser retratado como um herói nas narrativas, não deixam de ser problemáticas quando analisadas como fundadoras daquilo que Alcida Rita Ramos chamou de “índio hiper-real”, figura construída a partir de um conjunto de expectativas dos brancos para como os povos indígenas deveriam buscar se enquadrar em meio a sociedade envolvente, expectativas essas nem sempre correspondidas, uma vez que não tomam os indígenas como indivíduos e grupos complexos com suas subjetividades próprias, sendo passíveis se apresentar contradições tanto quanto quaisquer outros. 

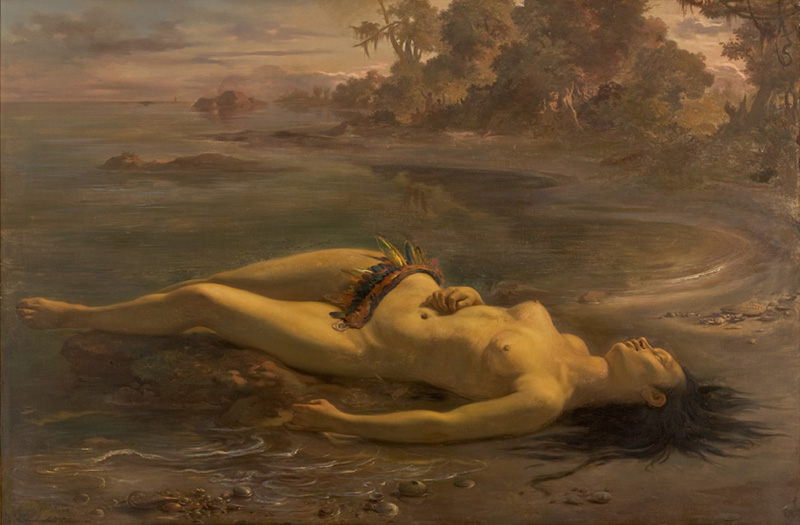
Pintura de Victor Meirelles representando a morte de Moema após afogar-se tentando alcançar o navio de Caramuru. O quadro está exposto no Museu Nacional de Belas Artes, no Rio de Janeiro

Por outro lado, também se fez presente um discurso civilizatório segundo o qual os indígenas necessitavam ser convertidos aos valores ocidentais cristãos, o que justificou, em grande medida, os procedimentos dos europeus no processo de colonização, como a Guerra Justa àqueles que ofereceram resistência, e a obrigação de trabalho coercivo como meio para civilizar aquelas populações, especialmente ao longo do século XVIII, quando foram instaurados aldeamentos e aplicadas políticas assimilacionistas.  
Convergência entre política indigenista e o movimento literário indianista
Muitas vezes confundido, a política indigenista e o movimento literário indianista estão atrelados um ao outro. Uma vez desenvolvido o indianismo acima, o indigenismo pode ser definido como a política paternalista desenvolvida e implementada pelos Estados americanos para resolver os problemas com os quais as populações indígenas se confrontam, no intuito de integrá-las à nação, uma vez que estes até a Constituição brasileira de 1988 não eram considerados cidadãos e viviam sob tutela. Essa política se estende desde o período colonial, realizado pelas 
metrópoles europeias, até hoje pelos Estados Nacionais. Podemos citar como exemplos, o Diretório Pombalino, as políticas integracionistas do regime militar, a Marcha para o Oeste e os direitos garantidos aos indígenas na constituição de 1988. 
A convergência entre esses movimentos está na preocupação e interesse com a integração da população indígena brasileira. Para isso, é preciso um movimento de historicizar o indianismo como movimento literário-cultural, ou seja, entendê-lo em um contexto de diálogo com as ideias políticas que circulavam no seculo XIX. Esse diálogo fica claro no importante papel do imperador D.Pedro II, financiador das obras de autores indianistas. Além disso, mostra como a figura do indígena foi uma questão política em todo período. 
O movimento literário foi um dos alicerces para o projeto imperial de construção do Estado-Nação. Com indígenas protagonistas onipresentes nas maiorias das expressões, é produzido um mito da identidade indígena como representação do herói nacional. Consequentemente, há um apagamento e redução das diversas culturas indígenas. É a partir desta idealização presente no imaginário nacional, que serviram como base para construção do Estado-Nação, que as políticas indigenistas ao longo da história do Brasil vão recorrer em nome de uma integração. 
Em sua maioria, as políticas indigenistas, vistas até hoje, utilizam deste imaginário, promovendo uma descaracterização na tentativa de assimilá-los. Isto resulta no esfacelamento da identidade coletiva das comunidades indígenas e no sacrifício da proteção territorial e autodeterminação desses povos em nome das necessidades de integração nacional e das necessidades desenvolvimentistas do país. 
O papel do IHGB e o Indianismo como projeto político-literário do estado
A constituição do movimento indianista literário no país teve como principal instituição fomentadora e sancionadora o Instituto Histórico Geográfico do Brasil. Por meio deste apoio que juntamente com a Academia Imperial de Belas Artes, as duas principais instituições culturais do império se deu a construção de um imaginário nacional distinto do português e que teve na figura do indígena um papel central nesse processo. 
O marco inicial do romantismo no Brasil foi a publicação em Paris no ano de 1836 por Gonçalves de Magalhães e Manuel Araújo Porto Alegre da Revista Nitheroy e que contou com apenas dois volumes. 
Logo no primeiro volume num ensaio intitulado Ensaio sobre a História da Literatura no Brasil, Gonçalves de Magalhães ressalta a importância da literatura na constituição da nacionalidade de um povo. 
Já o IHGB surge em 1838 sob os moldes das academias europeias de ciências e teve como principal preocupação a investigação, pesquisa e promoção das características singulares da recém formada nação brasileira e os povos indígenas, suas línguas, costumes, crenças e papel na formação da sociedade brasileira também serão objeto de estudo e fomento. 
Desde o princípio se percebe a convergência de interesses entre o Instituto e o Estado imperial e tal processo será oficializado quando o imperador Dom Pedro II passa a partir de 1849-1850 a frequentar as reuniões do IHGB e a sede é transferida para o Paço da Cidade onde se encontrava a sede da corte. 
No campo da literatura, Gonçalves de Magalhães, um dos inauguradores do movimento romântico brasileiro, é um integrante do Instituto Histórico Geográfico e defende que os povos indígenas devem ser temas para a produção literária nacional, visto que segundo ele os mesmos tinham vocação para a arte e pelos poucos fragmentos que sobreviveram pela mão dos cronistas coloniais seus modos de vida, costumes dariam bons temas para a literatura pátria. 
Essa posição será a majoritária e hegemônica no campo literário brasileiro, mas não sem contestações e embates, inclusive dentro do próprio Instituto Histórico e Geográfico Brasileiro ocorre o debate se o indígena fazia parte ou não da constituição histórica brasileira. 
Em 1847 o historiador Francisco Adolfo de Varnhagen escreveu o Ensaio Histórico sobre as Letras no Brasil e nesse ensaio se mostrou contrário ao projeto indianista de ressaltar a figura do índio e sua importância para a sociedade brasileira. 
Vendo na colonização lusitana somente a gênese do Brasil, Varnhagem em seus trabalhos históricos e etnográficos defendia que esses povos pouco ou nada contribuíram para a formação da nacionalidade brasileira, sendo assim criticava o que chamava de romantismo caboclo em autores como Gonçalves de Magalhães que querendo ver nos povos indígenas a nossa singularidade, origem acabavam desprezando as nossas reais fontes civilizatórias qual seja a colonização lusitana. 
Esse debate também se dá através da polêmica surgida da publicação do poema de Magalhães de título A Confederação dos Tamoios, marco do indianismo literário na imprensa da época, com defensores do poema e detratores . 
José de Alencar, que seria depois o principal poeta, escritor representante do indianismo literário na época, era redator do Diário do Rio de Janeiro e com um pseudônimo dirigiu duras críticas ao poema, não tanto em relação à temática, mas a falta de qualidade do poema. 
A partir disso pessoas ligadas ao IHGB a favor ou contra o indianismo literário publicaram artigos na imprensa, dentre eles o próprio Imperador que aprovou o poema e no instituto defendia a promoção desse projeto estético literário pelo instituto. 
Toda essa discussão mostra que entre a elite do império o indianismo literário estava longe de ser unanimidade e a despeito da hegemonia nesse campo até 1870 quando tal tendência começa a declinar, tendo na publicação de Americanas de Machado de Assis em 1875 uma última tentativa de revigorar esse ideário literário, houve dentro e fora do IHGB forte debate. 

## Os povos indígenas na Ditadura Militar (1964-1985)

Reprodução de imagem presente no livro ‘Os fuzis e as flechas’, de Rubens Valente.

O genocídio, a expropriação de terras e o etnocídio que caracterizam a história dos povos indígenas perduraram muito além da época colonial, perpassando a Primeira e a Segunda República, os anos dos governos JK e Jango e adentrando a Ditadura Militar brasileira. Dessa forma, já em 1960, o Serviço de Proteção ao Índio (SPI), órgão do governo federal, estimava que a população indigena só chegava no máximo a 100 mil pessoas. Durante o Governo Militar, as decisões eram tomadas a partir de uma lógica de “Progresso a qualquer custo”, com argumento de que o Brasil tinha potencial para ser mais relevante no cenário internacional, mas precisava se livrar daquilo que representava o “passado” e o "atraso" (políticas assistencialistas, protecionismo econômico, pouca integração entre o interior e os centros urbanos, etc.).
Apesar do conhecimento disponível sobre a violência de Estado cometida contra os povos indígenas durante a ditadura estar muito longe de representar totalidade dos acontecimentos, muito do que se sabe se deve às informações do Relatório Figueiredo. Resultado das investigações feitas pelo procurador Jader de Figueiredo Correia, veio à tona em 1967. O documento, no entanto, ficou desaparecido por 44 anos. A informação oficial era a de que ele tinha sido destruído num incêndio do Ministério da Agricultura. Contudo, ele foi localizado ainda na década de 1990 e divulgado para o grande público em 2013, auxiliando muito o trabalho da Comissão Nacional da Verdade (CNV). O relatório registrou casos de tortura, extinção de aldeias inteiras, assassinatos, violência sexual, apropriação indevida dos territórios indígenas, trabalho escravo, epidemias (espontâneas e causadas) e massacres a grupos indígenas com armamentos pesados sem nenhum motivo aparente. Trata-se de crimes perpetrados majoritariamente por agentes do Estado, envolendo inclusive agentes do Serviço de Proteção ao Índio (SPI), ou por ordem de grandes proprietários de terra. Essas informações foram coletadas a partir de testemunhos e resquícios que o relator Figueiredo coletou nos mais de 130 postos indígenas que ele visitou.
A questão indígena no Brasil foi um dos problemas que o Estado brasileiro se esforçou para controlar em âmbito internacional. A repercussão internacional do Relatório Figueiredo foi tamanha que obrigou o Estado brasileiro a convocar uma Comissão Parlamentar de Inquérito (CPI) para investigar o SPI. A conclusão da CPI foi que alguns dos funcionários do órgão usavam de meios ilegais para explorar as atividades agrícolas e artesanais dos territórios indígenas em prol dos próprios interesses econômicos. Em suma, a Comissão descartou a hipótese de um genocídio perpetrado por uma instituição estatal, o que foi a origem de um escândalo internacional, relegando o caso à dimensão individual dos sujeitos envolvidos, à corrupção. Os 13 funcionários acusados apenas sofreram sanções, não sendo "aplicadas penalidades no âmbito criminal". Devido a esse escândalo, o SPI foi fechado em 1967, dando lugar à Fundação Nacional dos Povos Indígenas (Funai), então ligada ao Ministério do Interior, responsável pela política desenvolvimentista do regime militar.
Durante o governo Dilma Rousseff, quando da criação da (CNV) em 2012, a pasta sobre a questão indígena foi um dos 13 objetivos do trabalho. Logo foi levantada a documentação sobre os abusos sofridos pelas populações indígenas perpetrados pelo Estado brasileiro. “O passado da questão indígena no Brasil é um passado de genocídio” - Citação direta retirada da Comissão da Verdade de São Paulo.
Como citado anteriormente, a Comissão Nacional da Verdade durante o governo Dilma possibilitou que esses novos recortes se transformassem em investigações mais detalhadas, assim como no livro Os Fuzis e as Flechas, ou no projeto de pesquisa de antropologia forense da Universidade Federal de São Paulo (Unifesp) sobre a “Responsabilidade de empresas por violações de direitos durante a Ditadura”, no qual, mesmo que o foco principal não seja a questão indígena, muitos dos resultados levaram a discutir os abusos feitos por essas empresas aos povos originários. Esse projeto consistiu num levantamento de documentos que envolveu 55 pesquisadores, sendo conduzido pela Unifesp e contando com a participação do Centro de Antropologia e Arqueologia Forense (Caaf) em conjunto com o Ministério Público Federal (MPF) e com o Ministério Público do Estado de São Paulo (MPSP).  Um outro trabalho acadêmico também interessante é o livro da Manuela Carneiro da Cunha chamado “Índios no Brasil: História direitos e cidadania” (2012), que aborda um panorama geral da relação entre os povos indígenas com o Estado e a política indigenista, passando pelo período da ditadura militar também.
Com base nos resultados obtidos por esse projeto de pesquisa da Unifesp, a Agência Pública lançou diversas publicações a respeito da participação do empresariado na violação dos direitos humanos perpetrada durante a Ditadura, as quais foram englobadas num editorial especial chamado “Empresas cúmplices da Ditadura”. Dentre os artigos desse especial, dois tratam da exploração das terras indígenas e de seus povos por empresas que foram apoiadas por órgãos públicos da Ditadura, como a Funai. As empresas investigadas foram a Aracruz Celulose e a produtora de cobre Paranapanema.
André Campos também publicou artigos na Agência Pública que tratam da questão indígena no período ditatorial. Os artigos giram em torno das várias práticas de tortura e opressão que os militares promoveram contra a população indígena de Minas Gerais e do Espírito Santo, como a criação de cadeias indígenas sob o pretexto da civilização (Reformatório Krenak e Fazenda Guarani), a criação de uma Guarda Rural Indígena, que ensinava indígenas a torturarem outros indígenas, e a imposição do trabalho compulsório sobre os povos dessa região. 
Seguindo para outras abordagens do tema, o filme documental, e quase etnográfico, gravado pelo Ministério Público Federal (MPF) Guerra sem fim - Resistência e luta do povo Krenak,  apresenta relatos de vários indígenas, tanto os que eram crianças e adolescentes na época da invasão das terras Krenak, quanto os que ouviram as histórias de seus familiares e as repassaram. Os Krenak tinham sua própria terra e foram expulsos pelo governo da época  para a Fazenda Guarani. A esses indígenas sobrou a expulsão, e de sua terra foi feita uma das maiores atrocidades no âmbito da ditadura - um campo de concentração indígena, chamado de reformatório, criado pelos militares em terras Krenak para prender e torturar indígenas que eles assim julgassem culpados. 
Um trabalho também relevante sobre esse tema é a tese de doutorado (2022) em antropologia de Pedro Pablo Fermín Maguire, ‘Foi a escravidão’: uma arqueologia histórica de duas cadeias de exceção contros povos indigenas em Minas Gerais, Brasil (1968-1979). Outro antropólogo que investigou a política integracionista da Ditadura e a sua relação com o massacre, exploração e tortura dos povos indígenas foi Shelton H. Davis no livro Vítimas do Milagre: Desenvolvimento e os Índios no Brasil.
Outros materiais para estudo do tema são a série documental do Fórum de Ciência e Cultura da UFRJ no YouTube. No episódio seis da série Incontáveis, série dirigida por José Sérgio Leite Lopes e editada por Rubens Takamine, com narrativa do episódio por Douglas Krenak. Com base em seu acervo, a série tenta demonstrar a situação dos nativos durante os Anos de Chumbo. Há também o documentário Krenak, de Rogério Corrêa, que conta a história desse povo nativo desde a proclamação da “guerra justa” contra eles feita por Dom João VI em 1808 até a ruptura das barragens de Mariana no Rio Doce (MG). Por fim, o documentário Krenak - Uma história de Resistência, da TV Cultura produzido pelos jornalistas da rede, retrata uma história de etnocídio imputada a esse grupo específico pelas autoridades governamentais do período ditatorial.
Nota-se a escassez de historiadores que trataram da questão indígena durante o regime militar estabelecido em 1964. Parte dessa ausência pode ser justificada por alguns elementos. Primeiramente, a consideração segundo a qual os povos indígenas não são objetos de estudo da História, mas da etnografia, concepção que marcou e marca a historiografia nacional; esse contexto passa a mudar na década de 80, quando o foco dos trabalhos passa a não ser mais as estruturas políticas e econômicas, mas a agência dos indivíduos marginalizados e subalternizados nos grandes processos históricos, o que influenciou as pesquisas historiográficas recentes voltadas para os povos indígenas do Brasil. No entanto, dada essas mudanças e o maior acesso a diversas fontes históricas que tratam da questão indígena durante a ditadura militar, a história está desenvolvendo suas pesquisas e preenchendo as lacunas que faltam para contemplar não só a tamanha violência estatal cometida contra os povos indígena, mas também os seus meios de resistir. Assim, todas essas fontes documentais, etnográficas, cinematográficas e de vários outros formatos irão, com certeza, contribuir para que outras pesquisas, como essas apresentadas, sejam produzidas para fomentar esse campo de estudos.